# Marco Cornez
Marco Cornez (15. října 1957, Valparaíso – 21. května 2022) byl chilský fotbalový brankář. Zemřel 21. května 2022 ve věku 64 let na rakovinu žaludku.

## Klubová kariéra
Hrál v chilských klubech CD Palestino, CD Linares, CD Magallanes, CD Universidad Católica, CD Antofagasta, Regional Atacama, Everton de Viña del Mar, Deportes Iquique a Coquimbo Unido. V chilské lize získal 3 mistrovské tituly, v roce 1975 vyhrál s CD Palestino chilský fotbalový pohár. V jihoamerickém Poháru osvoboditelů nastoupil ve 23 utkáních. Za chilskou reprezentaci nastoupil v letech 1982-1995 ve 22 utkáních. Byl členem chilské reprezentace Mistrovství světa ve fotbale 1982, ale v utkání nenastoupil.

## Ligová bilance
| Ročník                 | Zápasy | Góly | Klub                    |
| ---------------------- | ------ | ---- | ----------------------- |
| 1. chilská liga 1975   | 2      | 0    | CD Palestino            |
| 1. chilská liga 1976   | -      | -    | CD Palestino            |
| 1. chilská liga 1978   | 1      | 0    | CD Palestino            |
| 1. chilská liga 1979   | 6      | 0    | CD Palestino            |
| 1. chilská liga 1980   | 34     | 0    | CD Magallanes           |
| 1. chilská liga 1981   | 32     | -    | CD Palestino            |
| 1. chilská liga 1982   | 31     | 0    | CD Palestino            |
| 1. chilská liga 1983   | 39     | 0    | CD Palestino            |
| 1. chilská liga 1984   | 24     | 0    | CD Universidad Católica |
| 1. chilská liga 1985   | 20     | 0    | CD Universidad Católica |
| 1. chilská liga 1986   | 29     | 0    | CD Palestino            |
| 1. chilská liga 1987   | 28     | 0    | CD Universidad Católica |
| 1. chilská liga 1988   | 30     | 0    | CD Universidad Católica |
| 1. chilská liga 1989   | 31     | 2    | CD Universidad Católica |
| 1. chilská liga 1990   | 24     | 0    | CD Universidad Católica |
| 1. chilská liga 1991   | 28     | 0    | CD Antofagasta          |
| 1. chilská liga 1992   | 32     | 0    | CD Antofagasta          |
| 1. chilská liga 1993   | 30     | 7    | CD Antofagasta          |
| 1. chilská liga 1994   | 30     | 4    | Regional Atacama        |
| 1. chilská liga 1995   | 28     | 2    | Everton de Viña del Mar |
| 1. chilská liga 1997   | 9      | 0    | Coquimbo Unido          |
| CELKEM 1. chilská liga | 479    | 0    |                         |